# Spéracèdes
Spéracèdes é uma comuna francesa na região administrativa da Provença-Alpes-Costa Azul, no departamento Alpes Marítimos. Estende-se por uma área de 3,46 km², com 1 095 habitantes, segundo os censos de 1999, com uma densidade de 316 hab/km².